# Station Tłoki
Station Tłoki is een spoorwegstation in de Poolse plaats Tłoki.